# Johannes Rietmann

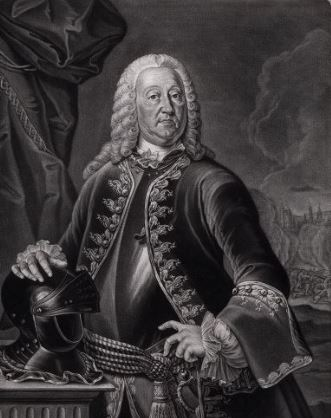
Johannes Rietmann

Johannes Rietmann (* etwa am 14. März 1679 in Neunkirch; † 23. Februar 1765 in Schaffhausen) war ein Reisläufer in niederländischen und sardisch-piemontesischen Diensten, der bis in den Generalsrang aufstieg.

## Leben
Johannes Rietmann wurde als eines von sieben Kindern geboren. Sein Vater war Theologe und Lehrer. Wie es zur Zeit seiner Geburt weit verbreitet war, leistete Johannes Rietmann als Söldner Dienst unter fremden Herrschern. 1696 trat er als Kadett in holländische Dienste. Sechs Jahre später wurde er zum Fahnenjunker befördert und wechselte 1703 in piemontesische Dienste. Der Spanische Erbfolgekrieg fand zu dieser Zeit statt. Kurz nach seinem Eintritt, wurde er bereits zum Capitaine Lieutenant befördert. Von 1705 bis 1706 kämpfte er bei der Belagerung der Festung Verrua. Dabei erhielt er eine Verletzung am Arm. In Anerkennung seiner Tapferkeit wurde er 1707 zum Capitaine (Hauptmann) ernannt. Im weiteren Verlauf des Krieges zeichnete er sich mehrfach aus, sodass er 1713, zwei Monate nach Friedensschliessung, zum Major en second ernannt wurde. 1725 stieg er weiter zum Major en titre, und 1730 zum Obrist Lieutenant auf. 1732 wurde er zum Oberst befördert, nachdem sein ehemaliger Vorgesetzter gestorben war.
Weiter kämpfte Johannes Rietmann im Polnischen Thronfolgekrieg. Mit seinem Regiment erwarb er bei der Schlacht bei Guastalla viel Ehre, sodass er 1735 zum Brigadier befördert wurde. 1737 erhielt seine militärische Laufbahn die Krönung, als er durch königlichen Erlass zum Maréchal de camp (Generalmajor/Divisionär) ernannt wurde, und somit in den Generalsrang aufrückte. In dieser Stellung nahm er im Österreichischen Erbfolgekrieg am geglückten Feldzug gegen Modena und Mirandola teil.
1743 musste Johannes Rietmann wegen körperlichen Beschwerden den Dienst quittieren. Er erhielt darauf vom sardischen König, der ihn bereits 1734 in den Adelsstand erhoben hatte, eine Rente von 6000 livres bis an sein Lebensende. Johannes Rietmann zog zurück nach Schaffhausen in das von ihm bereits 1727 gekaufte Herrenhaus zum Thiergarten. Dort verbrachte er den Rest seines Lebens, bis er am 23. Februar 1765, im Alter von 86 Jahren starb. Das ihm zuteil gewordene Begräbnis drei Tage später zeigte in seiner Pracht die Ehrschätzung der Schaffhauser Bürger für den Verstorbenen.